# Paul Marmottan
Paul Marmottan (Parigi, 26 agosto 1856 – Parigi, 15 marzo 1932) è stato uno storico dell'arte, mecenate e collezionista francese.
Tanto per il suo gusto quanto per i suoi scritti, è stato un precursore nella conoscenza e nello studio del periodo del Primo Impero francese.
Alla sua morte lasciò in eredità la sua biblioteca, il suo palazzo parigino e la sua villa di Boulogne-Billancourt all'Académie des beaux-arts che ne fece, rispettivamente, il Musée Marmottan Monet e la Bibliothèque Marmottan. Le sue donazioni alla Pubblica Assistenza permisero anche la creazione dell'ospedale Marmottan.

## Biografia
Nato in una famiglia originaria delle Fiandre, figlio di Jules Marmottan, un facoltoso industriale a capo di una compagnia mineraria nel Pas-de-Calais, Paul Albert Jules Marmottan nacque a Parigi il 26 agosto 1856.
Dal 1865 al 1874 studiò al Collège de Juilly ma, nel 1870, su iniziativa del padre, trascorse alcuni mesi in un istituto renano, a Bonn, prima che la guerra franco-prussiana portasse al suo frettoloso ritorno in patria. Dopo il trauma della sconfitta e una volta ristabilita la pace, Paul Marmottan non perse tempo a riprendere i suoi viaggi all'estero: a vent'anni aveva già visitato più volte la Germania, l'Italia e, due volte, l'Egitto.
Nel 1877, come molti giovani colti del suo tempo, autopubblicò una raccolta di poesie intitolata Les Primevères. Residente nel XVI arrondissement di Parigi, scrisse "Nouvelles Chroniques de Passy" apparso in serie dal 1879 al 1882 e in cui, "con una consapevolezza che prefigura la ricerca e il lavoro del futuro membro della Commission du Vieux Paris, ripristina le sembianze della vecchia Passy".
Accanto a questi articoli – l'inizio di una prolifica pubblicazione che lo vide scrivere sia su carte confidenziali che su riviste prestigiose – Marmottan seguì il percorso classico degli studi di diritto all'Università di Aix-en-Provence. Laureato nel 1880, lavorò nel gabinetto del prefetto di Vaucluse mentre era praticante avvocato presso la Corte d'Appello di Parigi, poi, nel 1882, grazie all'appoggio dello zio paterno, Henri Marmottan, deputato della Senna, divenne consigliere alla prefettura dell'Eure. Questa carriera, che perseguì sotto la pressione della famiglia, fu tuttavia lontana dall'ispirarlo: lui si sentiva "molto più incline ai gusti delicati dell'artista, del collezionista, del letterato, che non verso le ragioni spesso travagliate della politica o quelle troppo ristrette dei dipendenti pubblici".
Da quel momento in poi, la morte del padre, avvenuta il 10 marzo 1883, gli permise di abbandonare l'alto servizio civile. Erede di una grande fortuna, il giovane Paul si trasferì nel casino di caccia acquistato l'anno precedente da Jules Marmottan, ai margini del Bois de Boulogne, e si dedicò interamente alla sua passione per la storia e l'arte del Primo Impero.

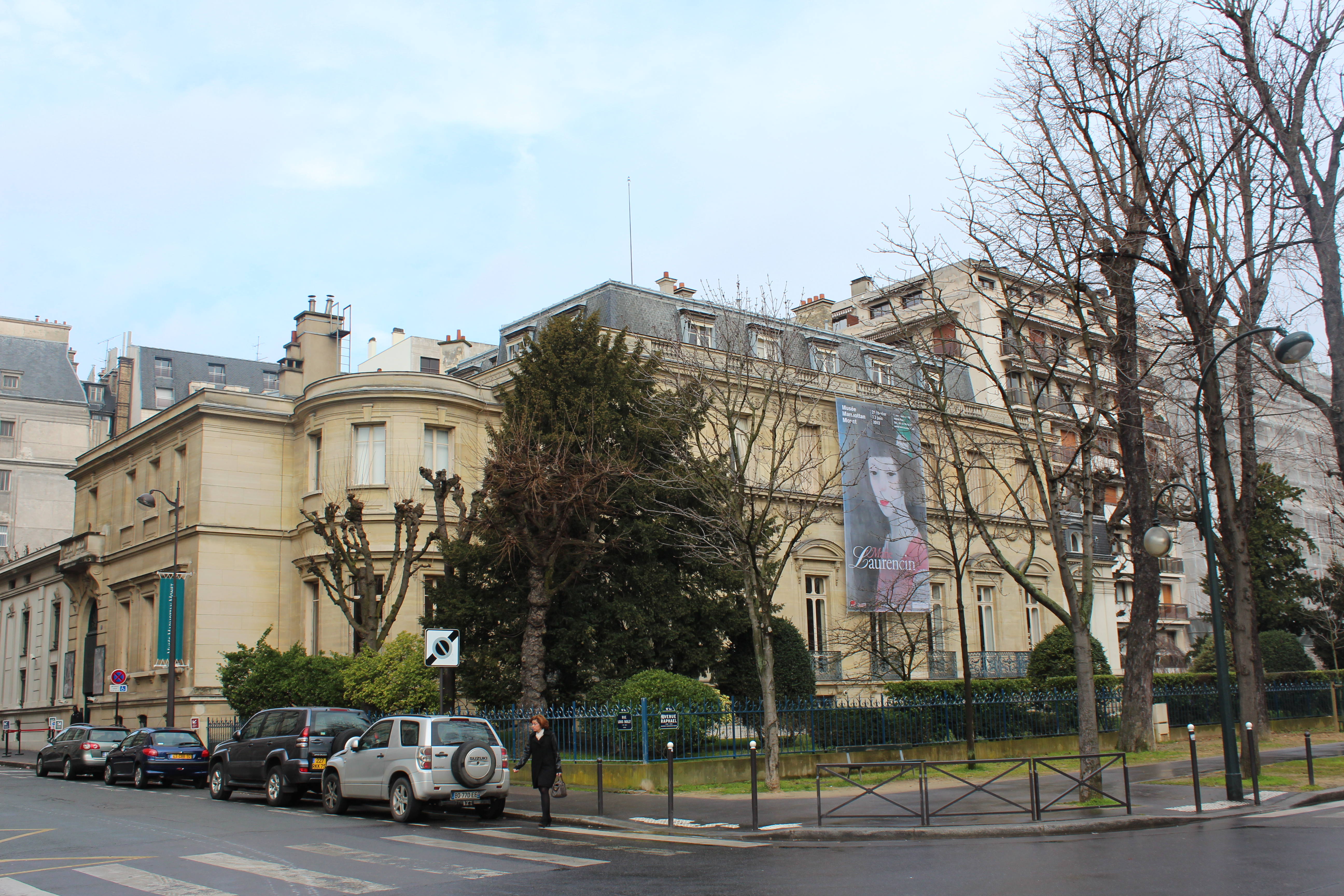
Il Musée Marmottan Monet, a Parigi.

Come suo padre prima di lui, intraprese una collezione che, data l'entità dei suoi mezzi finanziari, stupisce con la sua modestia: “quando avrebbe potuto facilmente permettersi grandi opere di maestri famosi, preferì esplorare un'epoca più recente e poi trascurata". Originario del nord, è abbastanza logico che si interessò ai pittori di quella regione tra la fine del XVIII secolo e l'inizio del XIX, pubblicando nel 1889 la prima biografia dei Watteau de Lille. Acquistò diversi dipinti di paesaggisti neoclassici sui quali scrisse un'opera di riferimento nel 1886, L'École française de peinture (1789–1830), prima di pubblicare ricerche inedite su Pierre-Henri de Valenciennes. Più in generale acquisì un insieme di dipinti, mobili e oggetti del periodo napoleonico che collocò, all'inizio del secolo, nel suo padiglione, evidenziando in particolare le sei grandi rappresentazioni delle residenze imperiali dipinte da Jean-Joseph-Xavier Bidauld in collaborazione con Carle Vernet e Louis-Léopold Boilly. Quest'ultimo divenne uno dei suoi artisti preferiti da quando finì per collezionare una trentina di suoi ritratti e nel 1913 scrisse una monografia – sempre la prima – Le peintre Louis Boilly (1761–1845). Nello stesso anno al pittore fu intitolata anche la via del suo padiglione, trasformato, grazie all'acquisto di un terreno annesso, in una lussuosa dimora privata – oggi Musée Marmottan Monet.
Avendo l'intuizione che la cosiddetta Europa napoleonica non era "solo un passaggio momentaneo ma il luogo di un decisivo adattamento al mondo moderno", Marmottan non smise mai di viaggiare per raccogliere quante più testimonianze possibili, recandosi nel 1892 in Polonia e Russia sulle orme dell'Imperatore e della sua Grand Armée.

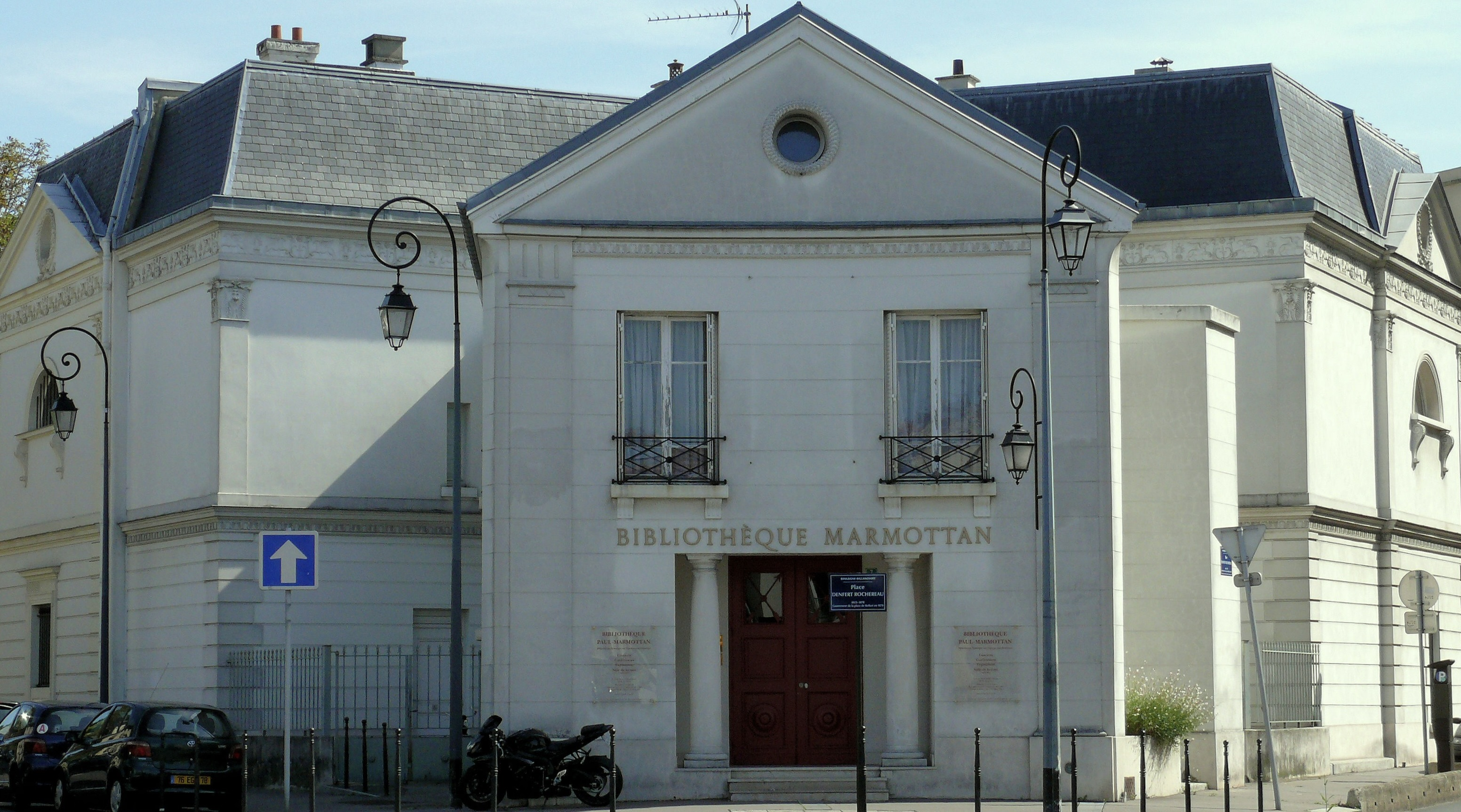
La Bibliothèque Marmottan, a Boulogne-Billancourt.

Come testimoniano i suoi scritti, Paul Marmottan non fu quindi solo un collezionista. Aveva un vero appetito per la ricerca e l'erudizione, che lo portarono ad acquisire migliaia di libri e opuscoli dell'era napoleonica. Riunì la maggior parte di questa preziosa documentazione nella villa che aveva costruito a Boulogne-Billancourt negli anni '10, oggi Bibliothèque Marmottan, che arredò e decorò in stile impero. Così facendo, divenne uno dei migliori intenditori dell'Impero, sia per la sua storia che per la sua arte e amministrazione. "Senza trascurare affatto la storia militare era interessato più specificamente all'organizzazione materiale dei paesi conquistati: in Napoleone è l'amministratore che ammira ancor più del […] conquistatore. Per questo […] accumula sugli scaffali della sua Biblioteca queste guide, tabelle statistiche, dizionari, calendari, mappe, relazioni, atti, diari, resoconti di viaggio, ecc.".

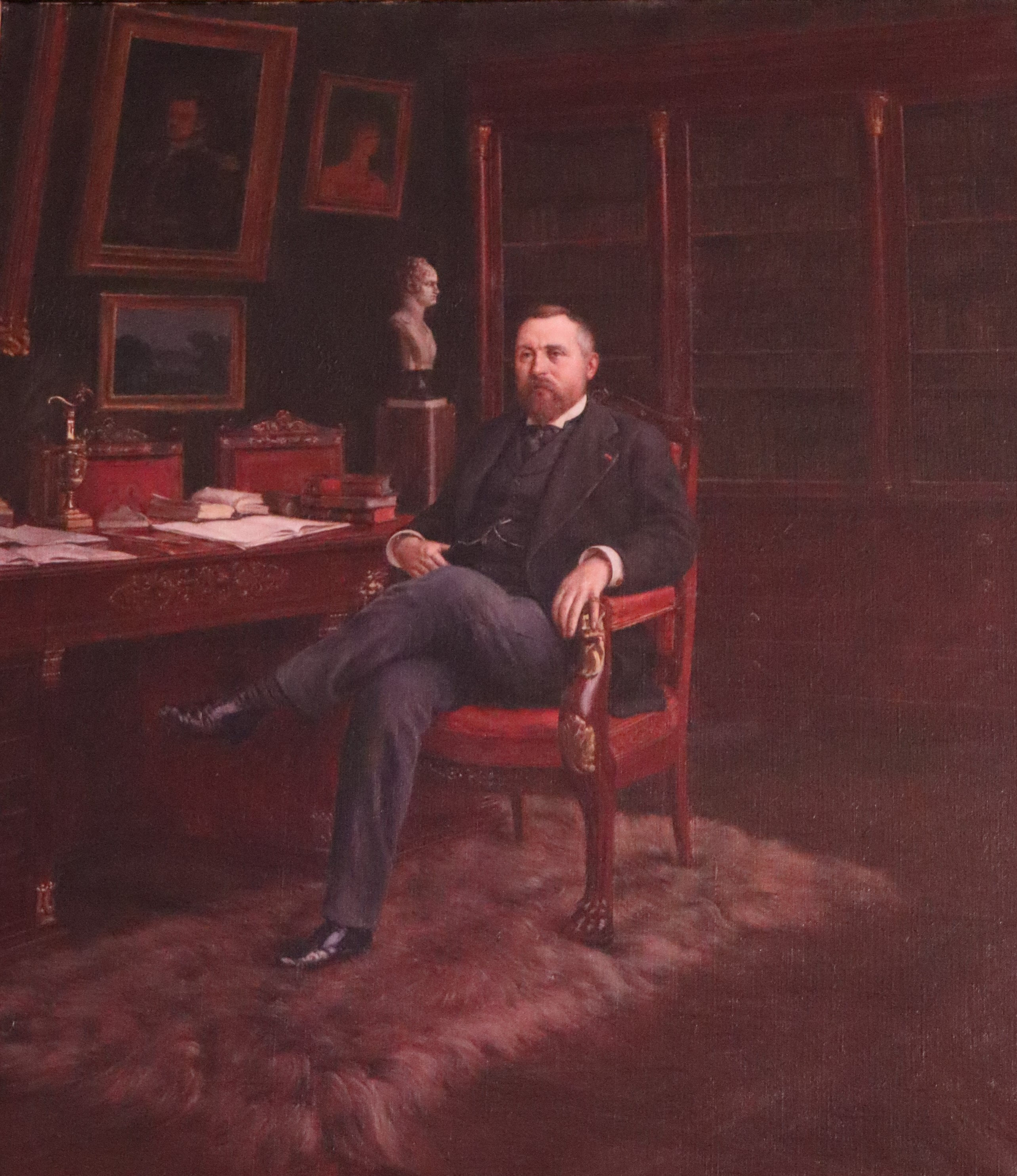
Paul Marmottan nel suo studio nella biblioteca Marmottan, dipinto da Georg von Rosen nel 1899.

Il suo metodo nella storia dell'arte fu innovativo per l'epoca in quanto cercava sempre di supportare il suo punto di vista sull'archivio o sul documento giustificativo, che citava in extenso, anche riprodotto dalla fotografia, nelle sue opere.
Il suo lavoro lo portò a impegnarsi nella vita comunitaria. Membro fondatore della Société de la Sabretache nel 1890 - all'origine del Museo di storia dell'esercito, antenato del Musée de l'Armée - Marmottan fu nominato ufficiale dell'istruzione pubblica nel 1894. Fu anche membro del comitato della Société des amis des monuments parisiens (1889–1900), vicepresidente (1906) poi presidente (1911–1913) della Société historique d’Auteuil et de Passy, membro della Société historique et archéologique des VIII e XVII arrondissement (1908), e infine membro della Commission du Vieux-Paris dal 1913 fino alla sua morte.
Sposato nel 1885 con Gabrielle Rheims prima di divorziare da lei nel 1894, rimasto poi single e senza discendenti, Paul Marmottan donò numerose opere durante la sua vita a una ventina di musei in tutta la Francia, tra cui il Museo di Arte e Storia di Saint-Denis che ricevette da lui la somma di 140 000 franchi. Lasciò anche per testamento 100 000 franchi per premiare un'opera di storia dell'arte (premio Paul-Marmottan) e lasciò in eredità le sue due residenze e le collezioni che conservavano all'Académie des beaux-arts (museo Marmottan-Monet e biblioteca Marmottan). Inoltre fece una significativa donazione alla Pubblica Assistenza, consentendo la creazione dell'ospedale nel XVII arrondissement che oggi porta il suo nome.
Fu nominato Cavaliere della Legion d'onore il 2 agosto 1922 con decreto del Ministro della Pubblica Istruzione.
Paul Marmottan è sepolto in una cappella del Cimitero Ovest, a Boulogne-Billancourt (6 Divisione).

## Pubblicazioni
Avendo iniziato a pubblicare le sue ricerche all'età di 21 anni, Paul Marmottan fu autore di una bibliografia di oltre duecento titoli.

### Opere
- (FR) Paul Marmottan, Les Primevères, poésies, Sandoz et Fischbacherª ed., 1877,  p. 152.
- Paul Marmottan, Les Statues de Paris, H. Laurensª ed., [ca 1886],  p. 256.
- Paul Marmottan, L'École française de peinture (1789–1830), H. Laurensª ed., 1886,  p. 470.
- Paul Marmottan, Les Peintres de la ville de Saint-Omer, depuis le Moyen Âge jusqu'à nos jours, impr. de E. Plon, Nourrit et Cieª ed., 1888,  p. 43.
- Paul Marmottan, Notice historique & critique sur les peintres Louis & François Watteau dits : Watteau de Lille, impr. de L. Danelª ed., 1889,  p. 89.
- Paul Marmottan, Les Peintres de la ville d'Arras, depuis le Moyen Âge jusqu'à nos jours, impr. de E. Plon, Nourrit et Cieª ed., 1889,  pp. V-64.
- Paul Marmottan, Catalogue des tableaux et objets d'antiquités du musée de la ville de Condé-sur-l'Escaut (Nord), au muséeª ed., 1890,  p. 24.
- Paul Marmottan, Le Général Jacques Fromentin 1754–1830, Charavey frères et Lemaître, 1890,  p. 59.
- Paul Marmottan, Jacques-Albert Gérin, peintre valenciennois du XVII.
- Paul Marmottan, Bonaparte et la république de Lucques, H. Championª ed., 1896,  pp. IX-132.
- Paul Marmottan, Le Royaume d'Étrurie (1801–1807), P. Ollendorffª ed., 1896,  p. 379.
- Marie de Laplace, Lettres de madame de Laplace à Elisa Bonaparte, princesse de Lucques et de Piombino, A. Charlesª ed., 1897,  p. 192.
- Paul Marmottan, Élisa Bonaparte, H. Championª ed., 1898,  p. 317.
- Paul Marmottan, Essai sur les peintres d'Épinal et des Vosges , depuis le Moyen Âge jusqu'à nos jours, G. Rapillyª ed., 1898,  p. 12.
- Paul Marmottan, Documents sur le royaume d'Étrurie (1801–1807), É. Paulª ed., 1900,  pp. VIII-80.
- Paul Marmottan, Les Arts en Toscane sous Napoléon Ier, H. Championª ed., 1901,  pp. IV-304.
- Paul Marmottan, Voyage de Napoléon Ier et d'Elisa Bonaparte à Venise (1807), J. Leroyª ed., 1904,  p. 42.
- Paul Marmottan, Sur la protection des animaux dans deux grandes villes d'Allemagne, Berlin et Francfort, rapport présenté à la Société protectrice des animaux de Paris, en octobre 1910, impr. de G. Gambartª ed., 1910,  p. 23.
- Paul Marmottan, Le Palais du roi de Rome à Chaillot, P. Chéronnetª ed., 1912,  p. 80.
- Paul Marmottan, Le Peintre Louis Boilly (1761–1845), H. Gateauª ed., 1913,  pp. IX-297.
- Paul Marmottan, Notre frontière naturelle, le Rhin, H. Flouryª ed., 1915,  p. 47.
- Paul Marmottan, Portrait de la princesse Elisa Bonaparte], tip. di Baroniª ed., 1915,  p. 6.
- Paul Marmottan, Le Palais impérial de Strasbourg, F. Alcanª ed., 1917,  p. 216.
- Paul Marmottan, Une grande marque d'horlogerie française sous Napoléon, L. Maretheux, imprimeurª ed., 1923,  p. 35.
- Paul Marmottan, Le Paysagiste Nicolas-Didier Boguet (1755–1839), Gazette des beaux-artsª ed., 1925,  p. 20.
- Paul Marmottan, Le Peintre Louis Gauffier, Gazettes des beaux-artsª ed., 1926,  p. 20.
- Paul Marmottan, Les Peintres François Sablet et Jacques Henri Sablet, Gazette des beaux-artsª ed., 1927,  p. 18.
- Paul Marmottan, La Jeunesse du peintre François-Xavier Fabre, Gazettes des beaux-artsª ed., 1927,  p. 21.
- Paul Marmottan, Le Style Empire, F. Contetª ed., 1927,  p. 12.

- Paul Fleuriot de Langle, Notice sur la bibliothèque napoléonienne Paul Marmottan et son fondateur (1856–1932), Boulogne-sur-Seine, 19, rue Salomon Reinach; Stampa Frazier-Soye, Parigi, nd [post 1938], 32 p. (avviso BnF n FRBNF34206809)
- Bruno Foucart, « Paul Marmottan », Célébrations nationales 2006, Paris, Direction des archives de France, 2005.
- Ulrich Leben, « Paul Marmottan », dans Philippe Sénéchal et Claire Barbillon, dir., Dictionnaire critique des historiens de l'art, 2020.